# Агаджанян, Григорий-Пётр
Григо́рий-Пётр XV Агаджаня́н (Крикор-Бедрос Агаджанян, з.-арм. Գրիգոր Պետրոս Աղաճանեան, фр. Grégoire-Pierre Agagianian; 18 сентября 1895, Ахалцихе, Российская империя — 16 мая 1971, Рим, Италия) — армянский куриальный кардинал. Титулярный епископ Команы ди Армении с 11 июля 1935 по 30 ноября 1937. Патриарх—католикос Дома Киликийского армян-католиков с 30 ноября 1937 по 25 августа 1962. Про-префект и префект Священной Конгрегации пропаганды веры с 18 июня 1958 по 18 июля 1960 и с 18 июля 1960 по 19 октября 1970. Камерленго Священной Коллегии кардиналов с 28 апреля 1969 по 18 мая 1970. Кардинал-священник с 18 февраля 1946, с титулом церкви Сан-Бартоломео-аль-Изола с 22 февраля 1946 по 22 октября 1970. Кардинал-епископ Альбано с 22 октября 1970.

## Биография
С 1906 года учился в Риме. Рукоположен в священный сан 23 декабря 1917 года. В 1919—1921 годах служил в Тифлисе, затем в Риме, где преподавал в Армянском колледже.
С 1935 года — епископ (назначен на титулярную кафедру Команы Армянской 11 июля, получил епископское посвящение 21 июля от вспомогательного епископа Рима Сергия Тер-Абрагамяна, возглавлявшего армяно-католическое духовенство Римской епархии).
30 ноября 1937 года на армяно-католическом синоде избран патриархом Киликийским и всех армян-католиков (папское подтверждение избрания получено 13 декабря). Принял имя Григория-Петра XV.
18 февраля 1946 года Папа Пий XII даровал ему достоинство кардинала-священника с титулом Сан-Бартоломео-аль-Изола.
Со 2 июля 1955 года по 18 июня 1958 года — президент Совета общественных дел Церкви.
На конклаве 1958 патриарх Агаджанян был одним из папабили (кандидатов на избрание папой) и, как подтвердил впоследствии избранный Иоанн XXIII, почти набрал необходимое для избрания количество голосов.
С 1 июня 1958 года по 18 июля 1960 года — про-префект а с 18 июля 1960 года по 19 октября 1970 года — Кардинал-префект Священной конгрегации пропаганды веры.
Участвовал в работе Второго Ватиканского собора.
С 25 августа 1962 года покинул пост Патриарха Армянской Католической Церкви, сохранив почетный патриарший титул.
С 22 октября 1970 года — кардинал-епископ Альбано.

### Связи сРусским апостолатом
Имел контакты с представителями Русского зарубежья, встречался с русскими католиками византийского обряда.
В 1951 году посещал Русский центр Фордемского университета в Нью-Йорке.
Сотрудничал с Ириной Посновой, бывал в издательства Жизнь с Богом, финансировал проект русскоязычного христианского радиовещания Радио Монте-Карло, реализованный центром Восточно-христианский очаг в Брюсселе

## Награды
- Кавалер Большого креста ордена «За заслуги перед Итальянской Республикой» (7 мая 1963 года)[5]